# Mark O’Toole (Bischof)

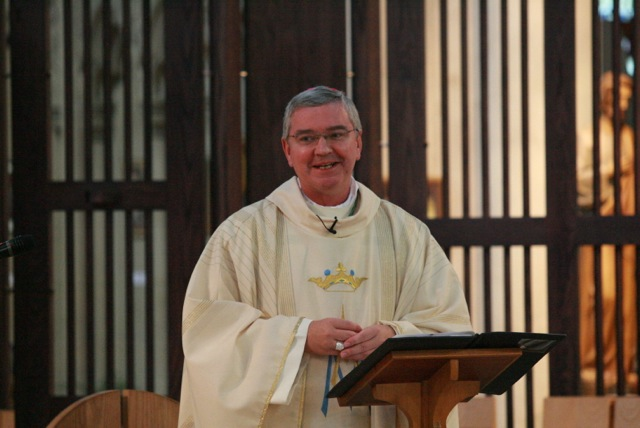
Mark O’Toole (2014)

Wappen von Mark O’Toole als Erzbischof von Cardiff

Wappen von Mark O’Toole als Bischof von Plymouth

Mark O’Toole (* 22. Juni 1963 in London) ist ein britischer Geistlicher sowie römisch-katholischer Erzbischof von Cardiff-Menevia.

## Leben
Mark O’Toole erwarb an der University of Leicester einen Bachelor in Geographie und am Londoner Heythrop College einen Bachelor in Theologie. Später erwarb er Abschlüsse in Philosophie an der Campion Hall der University of Oxford und in Theologie an der Katholieke Universiteit Leuven. Am 9. Juni 1990 empfing er von Basil Kardinal Hume OSB in der Ignatiuskirche in Stamford Hill die Priesterweihe für das Erzbistum Westminster. Er war Kaplan in Willesden Green bei London sowie von 1996 bis 2002 Studiendekan am Allen Hall-Priesterseminar in Chelsea und seit 2008 dessen Rektor. Von 2002 bis 2008 war er Privatsekretär des Erzbischofs von Westminster, Cormac Kardinal Murphy-O’Connor. Er war Mitglied des Ethikausschusses des St. John and St. Elizabeth Hospital und Berater der theologischen Fakultät des Heythrop College in London.
Papst Franziskus ernannte ihn am 9. November 2013 zum Bischof von Plymouth. Die Bischofsweihe spendete ihm sein Amtsvorgänger Hugh Christopher Budd am 28. Januar des folgenden Jahres. Mitkonsekratoren waren der Erzbischof von Westminster, Vincent Nichols, und der Erzbischof von Southwark, Peter David Smith. Innerhalb der Bischofskonferenz von England und Wales leitet er die Abteilung für Evangelisierung und Katechese. Er war auch Mitglied des Päpstlichen Rates zur Förderung der Neuevangelisierung.
Am 27. April 2022 ernannte ihn Papst Franziskus zum Erzbischof von Cardiff und zum Bischof von Menevia unter gleichzeitiger Vereinigung der beider Bistümer in persona episcopi. Die Amtseinführung im Erzbistum Cardiff fand am 20. Juni desselben Jahres statt, die in Swansea (als Sitz des Bistums Menevia) drei Tage später. Am 12. September 2024 ging das Bistum Menevia durch die Vereinigung mit dem Erzbistum Cardiff im neuen Erzbistum Cardiff-Menevia auf und O’Toole wurde Bischof des vereinigten Erzbistums.